# Transfuge de classe
Un transfuge de classe ou transfuge social ou encore transclasse désigne un individu ayant vécu un changement de milieu social au cours de sa vie,. Le concept de « transclasse » a été forgé par la philosophe Chantal Jaquet.

## Définition
On parle de transfuge lors d'une traversée conséquente de l'espace social. Cette traversée peut survenir à la suite d'un mariage, d'un emploi, des études, etc. Qu'elle soit ascendante ou descendante, cette traversée nécessite une mobilité sociale importante. L'existence des transfuges est donc en partie liée à la possibilité pour des individus de changer radicalement de milieu social.
Le changement ascendant de classe sociale rencontre, outre les difficultés sociologiques (voir notamment les thèses de Pierre Bourdieu), des difficultés psychologiques qu'a découvertes Vincent de Gaulejac avec le concept de névrose de classe (voir son livre La Névrose de classe, publié en 1987 puis réédité en 1991).
Le concept a fait l'objet d'un documentaire en mai 2020, Infrarouge - Le défi des transclasses ou encore d'une émission radiophonique hebdomadaire, Parcours de combattants, diffusée dans la grille estivale 2021 de France Inter,.
Le concept de « transclasse » a été mis en avant par la philosophe Chantal Jaquet, elle-même ayant vécu une trajectoire de transclasse. Chantal Jaquet développe sa réflexion dans deux livres, Les Transclasses ou la non-reproduction (2014) et l'ouvrage collectif, dirigé avec le philosophe Gérard Bras, La fabrique des transclasses (2018). 
Selon Laélia Véron et Karine Abiven, « transfuge de classe » est devenu un « terme-écran » « popularisant artificiellement l’idée de mobilité sociale « dans un monde où les possibilités réelles de mobilité sont réduites et où le renversement des hiérarchies ne semble pas près d’advenir » », une « catégorie mythique » plus que sociologique. Elles expliquent dans Trahir et venger. Paradoxes des récits de transfuge de classe (2024) que le récit de transfuge, après avoir connu un grand succès, connait à présent un « retour de bâton » et s'interrogent sur son avenir.